# キングウィリアム郡 (バージニア州)
キングウィリアム郡（英: King William County）は、アメリカ合衆国バージニア州の東部、ミドル半島に位置する郡である。州都リッチモンド市からは35マイル (56 km) 北東にある。2010年国勢調査での人口は15,935人であり、2000年の13,146人から21.2%増加した。郡庁所在地は国勢調査指定地域のキングウィリアム（人口252人）であり、同郡で人口最大の都市はウェストポイント町（人口3,306人）である。

## 歴史
キングウィリアム郡となったバージニア州の海岸地域には、ヨーロッパ人が接触する数千年前から先住インディアンが住んでいた。ジェームズタウンが設立されたとき、30のインディアン部族がポウハタン連邦を構成し、人口は14,000人から21,000人を数えていた。アルゴンキン語族のマタポニ族とアッパー・マタポニ族インディアンが郡内に住んでいた。マタポニ族は、17世紀にイングランド人と結んだ条約で割り当てられたインディアン居留地に現在も住んでいる。バージニア州に認定されている11部族の1つである。
1702年、イングランド人開拓者がキングアンドクイーン郡から分離してキングウィリアム郡を設立した。郡名はイングランド王ウィリアム3世に因んで名付けられた。郡庁舎は1725年に建設され、国内で連続して利用されているものとして最古である。

## 地理
アメリカ合衆国国勢調査局に拠れば、郡域全面積は286平方マイル (740.7 km2)であり、このうち陸地275平方マイル (712.2 km2)、水域は10平方マイル (25.9 km2)で水域率は3.58%である。北はマタポニ川、南はパマンキー川に接している。この2つの川が合流してヨーク川となる位置に郡内最大の町ウェストポイントがある。

### 主要高規格道路
- アメリカ国道360号線
- バージニア州道30号線
- バージニア州道33号線
- バージニア州道296号線
- バージニア州道298号線

### 隣接する郡
- キャロライン郡 - 北西
- キングアンドクイーン郡 - 北東
- ニューケント郡 - 南
- ハノーバー郡 - 南西

## 人口動態
以下は2000年国勢調査による人口統計データである。
| 基礎データ - 人口: 13,146人 - 世帯数: 4,846 世帯 - 家族数: 3,784 家族 - 人口密度: 18人/km2（48人/mi2） - 住居数: 5,189軒 - 住居密度: 7軒/km2（19軒/mi2） 人種別人口構成 - 白人: 73.81% - アフリカン・アメリカン: 22.81% - ネイティブ・アメリカン: 1.54% - アジア人: 0.37% - その他の人種: 0.33% - 混血: 1.15% - ヒスパニック・ラテン系: 0.91% 年齢別人口構成 - 18歳未満: 26.1% - 18-24歳: 5.9% - 25-44歳: 31.53% - 45-64歳: 24.8% - 65歳以上: 11.7% - 年齢の中央値: 37歳 - 性比（女性100人あたり男性の人口） - 総人口: 96.9 - 18歳以上: 93.9 | 世帯と家族（対世帯数） - 18歳未満の子供がいる: 36.4% - 結婚・同居している夫婦: 63.9% - 未婚・離婚・死別女性が世帯主: 10.2% - 非家族世帯: 21.9% - 単身世帯: 18.3% - 65歳以上の老人1人暮らし: 7.6% - 平均構成人数 - 世帯: 2.69人 - 家族: 3.06人 収入と家計 - 収入の中央値 - 世帯: 49,876米ドル - 家族: 54,037米ドル - 性別 - 男性: 34,616米ドル - 女性: 25,578米ドル - 人口1人あたり収入: 21,928米ドル - 貧困線以下 - 対人口: 5.5% - 対家族数: 4.4% - 18歳未満: 6.0% - 65歳以上: 9.0% |

## 町
- ウェストポイント

### 未編入の町
- エイレット
- キングウィリアム - 郡庁所在地